# La Fille de Négofol
Pour plus de détails, voir Fiche technique et Distribution.
La Fille de Négofol (Kentucky Pride) est un film muet américain réalisé par John Ford, sorti en 1925.

## Synopsis
Un éleveur de chevaux, Beaumont, reporte tous ses espoirs sur sa jument Virginia's Future, mais elle se blesse pendant une course. Elle se rétablit grâce à l'entraineur Mike Donovan. Mais Beaumont, ruiné, doit la vendre ainsi que son poulain Confederacy, tandis que sa femme le quitte pour Greve Carter qui bénéficie d'une meilleure situation financière. Plus tard, lorsque Confederacy participe à une course avec Danny Donovan (le fils de Mike) comme jockey, Beaumont et Mike Donovan misent toutes leurs économies sur le cheval, qui gagne largement. Beaumont peut racheter Virginia's Future avec une partie des gains.

## Fiche technique
- Titre : La Fille de Négofol
- Titre original : Kentucky Pride
- Réalisation : John Ford
- Assistant réalisateur : Edward O'Fearna[1]
- Scénario : Dorothy Yost, Elizabeth Pickett (intertitres)
- Photographie : George Schneiderman
- Production : William Fox
- Société de production et de distribution : Fox Film Corporation
- Pays de production :  États-Unis
- Langue originale : anglais
- Format : Noir et blanc — 35 mm — 1,33:1 — Film muet
- Genre : Comédie dramatique[2]
- Durée : 70 minutes[2]
- Date de sortie :
  - États-Unis : 6 septembre 1925[3] ou 23 août 1925[4]

## Distribution
- Henry B. Walthall : M. Beaumont
- Gertrude Astor : Mme Beaumont

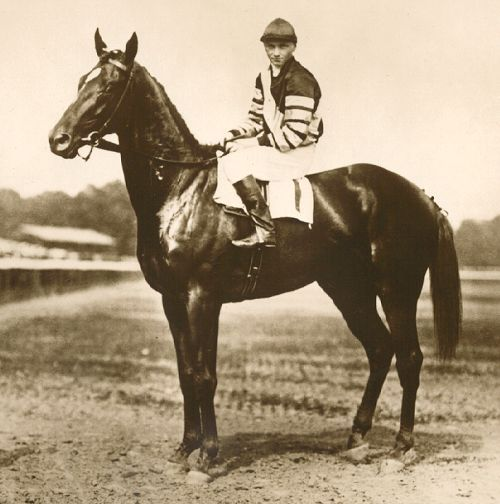
Le pur-sang Man o'War (ici en 1920).

- J. Farrell MacDonald : Mike Donovan
- Belle Stoddard : Mme Donovan
- Malcolm Waite : Greve Carter
- Winston Miller : Danny Donovan
- Peaches Jackson : Virginia Beaumont
- George Reed : un entraîneur
- et les chevaux : Man o'War, Fair Play (en), Negofol, The Finn (en), Morvich (en).